# Taxispark

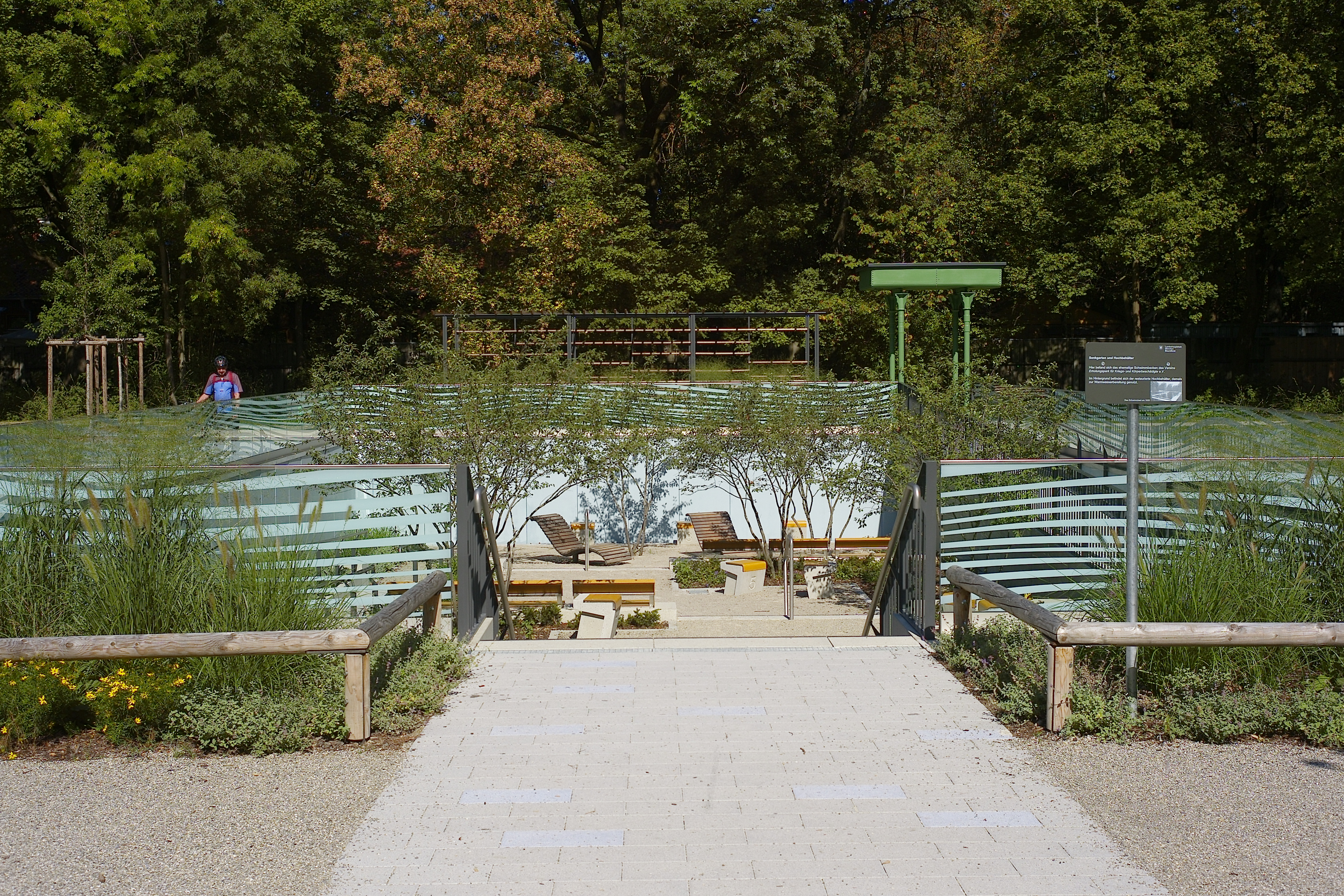
Ehemaliges Schwimmbecken als Teil des Taxisparks (2018)

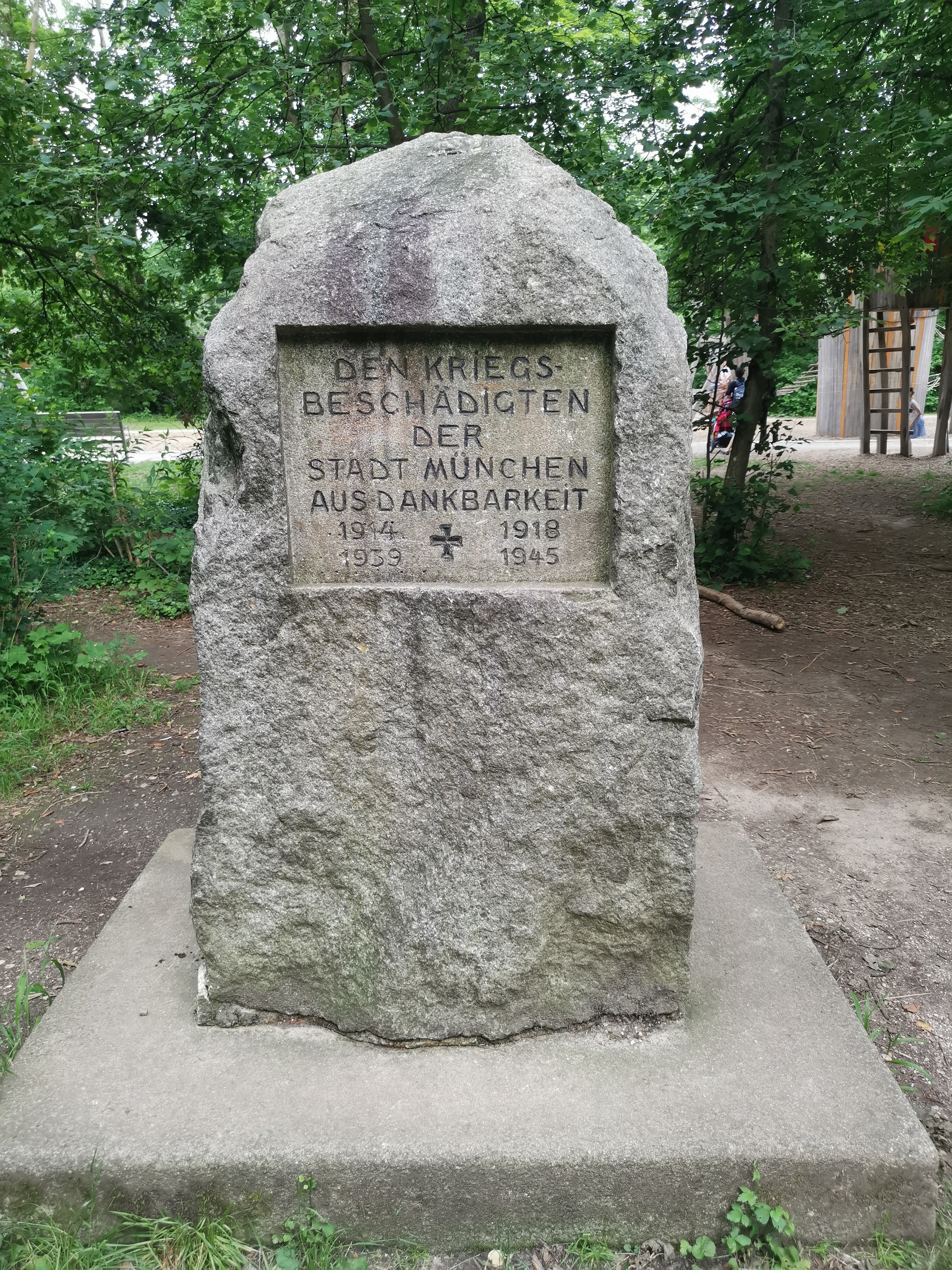
Gedenkstein für die Kriegsbeschädigten der Stadt München.

Der Taxispark (ehemals: Erholungspark für Kriegs- und Körperbeschädigte e.V.) ist ein 13 Hektar großes Areal im Münchner Stadtteil Gern, das in der Zeit nach dem Ersten Weltkrieg behinderten Menschen zur Erholung gewidmet war. Es steht im Eigentum des Freistaats Bayern. Auf einem inzwischen abgetrennten Teil des ursprünglichen Areals befindet sich der 1924 eröffnete Taxisgarten, ein Münchner Biergarten, durch dessen Pacht die in der Trägerschaft des Vereins Erholungspark für Kriegs- und Körperbeschädigte München befindlichen Erholungseinrichtungen finanziert wurden. Der verbleibende Teil mit den Erholungseinrichtungen war seit der Kündigung des Pachtvertrags durch die Bayerische Verwaltung der staatlichen Schlösser, Gärten und Seen 2007 ungenutzt. Zwischen Juli 2016 und April 2017 war der Garten vorübergehend für die Öffentlichkeit zugänglich. Danach erfolgte eine umfassende Umgestaltung zur Grünanlage Taxispark, die im Januar 2018 eröffnet wurde.

## Vorgeschichte
Das im Stadtbezirk Neuhausen-Nymphenburg westlich der Landshuter Allee gelegene Areal war ursprünglich Teil eines im Volksmund „Ludwigseinfang“ genannten Waldstücks und gelangte im Jahr 1834 in den Besitz der Zivilliste des bayerischen Königs Ludwig I. Nach Einrichtung eines Fasanengeheges wurden dort bis ins 20. Jahrhundert Jagden abgehalten. Als diese Nutzung aufgrund zunehmender Bautätigkeit in der Umgebung aufgegeben worden war, lag das eingezäunte Gelände zunächst brach. Ab 1908 wurde es zeitweise der Münchner Polizei überlassen, die dort Spürhunde ausbildete.

## Der Park als Ergebnis der Kriegsversehrten-Selbsthilfe
Im Jahr 1919 wurde der westliche, 2,6 Hektar große Teil des ehemaligen Ludwigseinfangs von der Krongutverwaltung an den Reichsbund der Kriegsbeschädigten und Kriegsteilnehmer, Bezirk Neuhausen, verpachtet, der dort eine Aufenthaltsstätte für die Kriegsbeschädigten einrichten wollte. Mit der Hilfe von Privatleuten und Behörden gelang es, am 9. Mai 1920 ein Gesellschaftshaus zu eröffnen. Der Bezirk Neuhausen des Reichsbundes war angesichts aufgelaufener Schulden in Höhe von 75.000 Mark am Ende jedoch nicht in der Lage, das Projekt weiter zu verfolgen.
Im September 1920 gründeten deshalb 45 schwerbeschädigte Überlebende des Weltkriegs den „Verein Erholungspark für Kriegsbeschädigte München“, dessen in der Satzung festgelegtes Ziel es war „… für sämtliche Kriegsopfer, ohne Ansehen der Person und des Standes eine Erholungsstätte mit Liegehallen, Schwimm- und Sonnenbädern, Spielplätzen etc. zu erbauen“. Zum Abbau der nach wie vor bestehenden Schuldenlast wurde es dem Verein im Herbst 1920 genehmigt, eine Haussammlung zu veranstalten. Dieses Vorhaben wurde von einem Komitee unterstützt, das mit führenden Persönlichkeiten aus Gesellschaft und Industrie besetzt war. Zu dessen Mitgliedern zählten u. a. der damals an der Universität München tätige Professor Ferdinand Sauerbruch, der Arzt und Stadtrat Mieczysław Epstein (1868–1931; Ehemann von Elisabeth Iwanowna Epstein,) der Stadtrat und Vorsitzende des Grund- und Hausbesitzervereins Josef Humar sowie Münchens Erster Bürgermeister Eduard Schmid. Von den Einnahmen in Höhe von 283.000 Mark verblieben nach Abzug aller Unkosten und Begleichung der Schulden 153.000 Mark. Der Sammlungsertrag blieb daher hinter den veranschlagten Bau- und Errichtungskosten von 260.000 Mark zunächst zurück.
Dank weiterer Spenden gelang es dem Verein schließlich, die Bauarbeiten zu vollenden, sodass der Erholungspark am 12. Juni 1921 eröffnet werden konnte. Das Gelände umfasste ein Gesellschaftshaus mit Wirtsgarten sowie den eigentlichen Erholungspark mit einer großen Liegehalle und einem Schwimmbecken. Eine Gliederung des Vereins in eine Wirtschafts- und eine Erholungsabteilung ermöglichte es, wirtschaftlichen Gewinn zu erzielen, ohne die Gemeinnützigkeit zu verlieren. Am 21. September 1924 wurde das bis heute bestehende Gaststättengebäude mit Saal und Nebenzimmer eröffnet. Bei dessen Eröffnungsfeier sprach der selbst schwerkriegsbeschädigte Jesuitenpater Rupert Mayer die Hoffnung aus, dass das Haus ein Haus des Friedens sein und bleiben möge. Auch die von Eugen Roth eigens verfassten Zeilen, die über dem Eingang des Gebäudes zu lesen sind, unterstreichen die ursprüngliche Widmung des Parks für die Versehrten des kurz zuvor beendeten Krieges.

## Zeit des Nationalsozialismus
Unmittelbar nach der Machtergreifung der Nationalsozialisten wurde der mittlerweile auf mehr als 1000 Mitglieder angewachsene Verein „gleichgeschaltet“ und der neue Vorstand mit Mitgliedern der NSDAP besetzt. Der Park selbst wurde umbenannt in „Park der Nationalen Front“.

## Nachkriegszeit und Gegenwart
Durch die Luftangriffe im Zweiten Weltkrieg hatte der Erholungspark schweren Schaden genommen. Am 21. Dezember 1946 wurde im Saal der Gaststätte zunächst ein Lichtspielhaus unter dem Namen Park-Kino eröffnet, das bis 1971 weiterbetrieben wurde. Anfang der 1950er Jahre wurde mit dem Wiederaufbau der zerstörten Gebäude begonnen, dem in der Folge kontinuierlich weitere Verbesserungen, insbesondere des weiterhin betriebenen Schwimmbades, folgten.
Hatten ursprünglich nur männliche Behinderte und ihre Gäste Zutritt zum Erholungspark, so öffnete der Verein den Park ab 1979 auch für Frauen. Minderjährigen Besuchern blieb der Zutritt jedoch verwehrt.

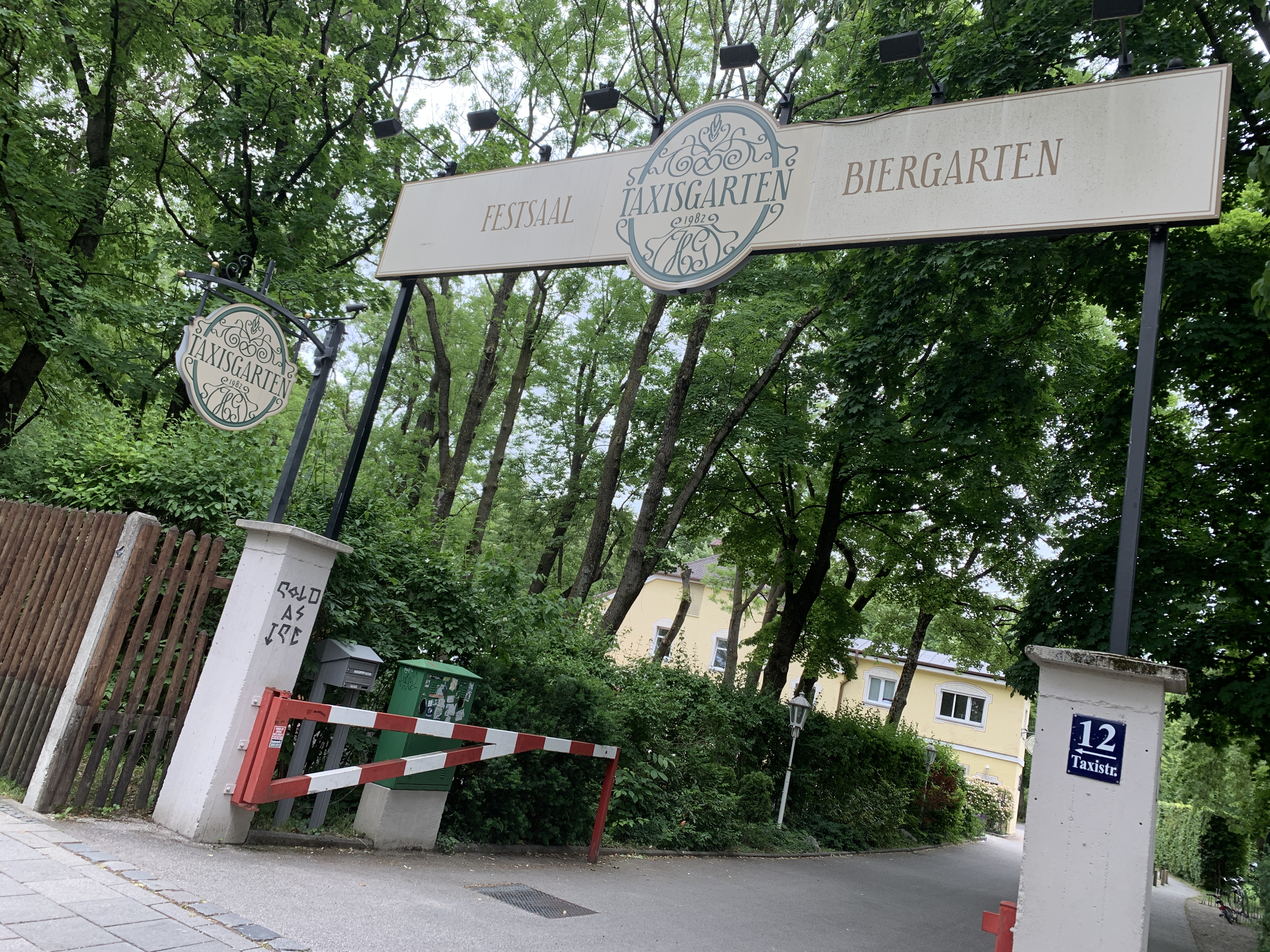
Taxisgarten (Eingang)

Die zum Betrieb und Erhalt des Parks erforderlichen Mittel erzielte der Verein durch die Bewirtschaftung bzw. Verpachtung des zum Gelände gehörenden Biergartens. Der Taxisgarten wuchs im Laufe der Zeit zu einem der größten Biergärten des Stadtbezirks heran und zieht nach wie vor Besucher aus dem gesamten Stadtgebiet und dem Umland Münchens an.
Da eine Öffnung des Parks auch für jugendliche körperbehinderte Besucher vom „Verein Erholungspark für Kriegsbeschädigte München“ zunächst abgelehnt wurde, kündigte die Bayerische Schlösser- und Seenverwaltung den mit dem Verein bestehenden Pachtvertrag zum 30. November 2007.
Danach wurden das Schwimmbad und die dazugehörenden Anlagen nicht mehr genutzt. Der Biergarten dagegen ist bis heute erhalten. Die durch dessen Verpachtung erzielten Erträge werden vom Freistaat Bayern seither jedoch einbehalten. Die für den Erholungspark für Kriegs- und Körperbeschädigte charakteristische Kombination aus Angeboten für körperbehinderte Menschen und Biergartenbetrieb zur Erwirtschaftung der für den Betrieb des Geländes nötigen finanziellen Mittel war dadurch nicht mehr gegeben.
Nachdem der Freistaat Bayern in einem ersten Verfahren einer Räumungsklage gegen den Verein gewonnen hatte, wurden diesem in einem zweiten Verfahren 2010 für die Häuser, Umkleiden, das Schwimmbecken und das Gaststättengebäude des Biergartens eine Ablöse in Höhe von 950.000 Euro zugesprochen, nachdem er ursprünglich vier Millionen Euro gefordert hatte.
Der zuvor für Erholungszwecke genutzte Teil des Parks wurde von der Schlösser- und Seenverwaltung erneut ausgeschrieben. Für dieses Areal (gemeinhin „Taxispark“ genannt), dem die Erträge aus dem Biergartenbetrieb nicht mehr zugutekommen sollen, wurde nach einem neuen Träger zur Nutzung im Sinn der Behindertenvorsorge gesucht. Diese Bemühungen blieben jedoch erfolglos.
Am 6. Oktober 2014 wurde zwischen der Landeshauptstadt München und dem Freistaat Bayern ein Nutzungsüberlassungsvertrag geschlossen. Ziel ist laut Stadtratsbeschluss die uneingeschränkte Öffnung des Parks als unentgeltlich nutzbare Erholungsfläche. Das entwickelte Planungskonzept soll die Nutzung der Grünanlage durch Menschen unterschiedlicher Befähigungen ermöglichen. Die Stadt investiert dafür 1,9 Millionen€. Die Öffnung des Parks erfolgte im Januar 2018, die vollständige Fertigstellung war im Juni 2018.